# Newcastelia insignis
Newcastelia insignis là một loài thực vật có hoa trong họ Hoa môi. Loài này được E.Pritz. mô tả khoa học đầu tiên năm 1904.